# ブリュースター・ケール
ブルースター・ケール（英語: Brewster Lurton Kahle ([keɪl] KAYL;、1960年10月22日 - ）はアメリカのインターネット起業家、デジタル図書館の実践的研究者。ケールはシンキングマシン社の初期社員で、ここでWAISシステムを考案した。後にWAIS社（AOLに売却）、非営利組織Internet Archive、関連する営利企業アレクサ・インターネット（Amazon.comに売却）を創設した。2006年現在、インターネットアーカイブの運営を続けている。電子フロンティア財団の理事、オープン・コンテント・アライアンスの中心人物の一人でもある。活動の目標として「全知識体系への全世界的アクセス（Universal Access to all Knowledge）」をかかげて活動している。2012年にインターネットの殿堂入りした。

## 経歴
ケールは1982年にMITから計算機科学・工学の学士号を得て卒業。主な研究分野は人工知能研究であり、マービン・ミンスキー、ダニエル・ヒリスの指導を受けた。
ケールは、映画アーキビストでインターネットアーカイブのフェローかつ作品提供者でもある、リック・プレリンガーと共に、ケール対ゴンザレス訴訟（以前の呼称は「ケール対アシュクロフト訴訟」）の原告となっている。この訴訟において原告らは、ベルヌ条約および著作権延長法に基づく著作権付き作品の更新要件の拡張が、作者不明作品のパブリックドメイン入りを妨げる行為であり、アメリカ合衆国憲法修正第1条に反すると訴えている。
2005年には、ケールが全米芸術科学アカデミー会員に選出された。
ケールは妻とともにケール・オースチン財団を創設して4500万アメリカドルを預託しており、財団は2003年に178万7175アメリカドルをインターネットアーカイブに寄付した。

### 講演など
- O'Reilly Network: How the Wayback Machine Works - 2002年1月21日
- O'Reilly Network: Brewster Kahle on the Internet Archive and People's Technology - Interview by リサ・レインによるインタビュー 2004年1月22日
- ACM Queue: A Conversation with Brewster Kahle - 2004年6月
- Slate - The Archivist: Brewster Kahle made a copy of the Internet. Now, he wants your files. - 2005年4月7日
- San Francisco Chronicle - A Man's vision: World Library Online - 2005年11月22日
- Wikimania 2006における基調講演

### 音声・映像
- Library of Congress, Public Access to Digital Materials (RealVideoとスライド) - 2002年11月20日
- CSPAN - Digital Futures - Universal Access to All Knowledge - ビデオ番組 2004年12月13日
- IT Conversations - Universal Access to All Knowledge - 講演の音声番組 2004年12月16日
- NerdTV Interview (映像、音声、筆記) - 2005年8月18日
- PBS NerdTV - Episode #4 An Interview with Brewster Kahle ロバート・X・クリングリーによるインタビュー - 2005年9月27日
- IT Conversations - Tech Nation interview モイラ・ガンによるインタビュー - 2006年2月7日